# Рей, Джессика
Джессика Рей (англ. Jessica Rey; род. 15 октября 1982, Форт-Кэмпбелл, Кентукки) — голливудская американская актриса, модельер и дизайнер филиппинского происхождения. Наиболее известная как Алисса Энрил, роль белого рейнджера дикой силы в телесериале «Могучие Рейнджеры: Дикий мир». Также является основателем и генеральным директором Rey Swimwear.

## Биография
Родилась 15 октября 1982 года в Форт-Кэмпбелл штата Кентукки. В три года переехала с родителями в округ Ориндж штата Калифорния. Рей с детства была католиком. По происхождению филиппинка.
Девушка окончила Калифорнийский государственный университет в Фуллертоне со степенью бакалавра бухгалтерского учета. Затем Рей переехала в Лос-Анджелес, где получила степень магистра делового администрирования в области маркетинга в Университете Лойолы Мэримаунт.
Участвовала много в различных съёмках телекомпаний, в крупных телевизионных и печатных рекламах различных брендов. После реклам перешла в кинематографию, играла много ролей в фильмах и телесериалах, но не добившись успеха, Рей получила роль и известность как Алисса Энрил, в качестве белого рейнджера дикой силы телесериала «Могучие Рейнджеры: Дикий мир». Позже основала розничную компанию по продаже купальных костюмов, используя актрису Одри Хепбёрн в качестве вдохновения для своих проектов, также является оратором и путешественником. Замужем, имеет двух сыновей и дочь.

## Фильмография
- 1993 — Молодые и дерзкие (девушка визажист)
- 2002 — Могучие Рейнджеры: Дикий мир (Алисса Энрил, белый рейнджер)
- 2004 — Камни (Алана; эпизод «Ловушка для юриста»)
- 2004 — Большой выстрел (Келли)
- 2004 — Лас-Вегас (Келли; эпизод «Большой взрыв»)
- 2007 — Правила совместной жизни (полинезийская официантка; эпизод «Вуби Джеффа»)
- 2009 — Главный госпиталь (Марита; два эпизода)
- 2014 — Здесь нет зануд (камео)